# Zernikow (Nordwestuckermark)
Zernikow ist ein Gemeindeteil von Holzendorf in der Gemeinde Nordwestuckermark.

## Geographie
Zernikow ist ein Gemeindeteil von Holzendorf im Nordwesten der Gemeinde Nordwestuckermark. Das Dorf liegt 15 km nordwestlich von Prenzlau und ist etwa 70 km von Stettin (polnisch Szczecin) und 130 km von Berlin entfernt. Der Ort liegt an der Bundesstraße 198.
Geprägt wurde die hüglige und seenreiche Landschaft der Uckermark durch die letzte Eiszeit. Die Umgebung des Dorfes mit den guten Böden wird überwiegend landwirtschaftlich genutzt.

## Geschichte
Zernikow (slawisch für „Schwarzhaufen“) entstand um 1150. Die erste urkundliche Erwähnung des Dorfes stammt von 1321. Der älteste noch erhaltene Bau ist die Dorfkirche Zernikow, eine Feldsteinkirche aus der zweiten Hälfte des 13. Jahrhunderts.
Das Rittergut Zernikow war von 1321 bis 1949 im Besitz der folgenden Familien:
- 1321–1618 Familie von Holtzendorff
- 1618–1721 Familie von Eickstedt
- 1730–1830 Familie von Sydow
- 1830–1872 Familie von Winterfeld
- 1872–1949 Familie von Wedel[1][2]

Am 30. September 1928 wurde der Gutsbezirk Zernikow aufgelöst und der Ort nach Holzendorf eingemeindet. 1949 wurden die letzten Besitzer im Zuge der Bodenreform entschädigungslos enteignet. Das Land wurde an landlose Bauern, Landarbeiter, aus Schlesien stammende Umsiedler, an Kleinpächter und die Gemeinde übergeben. In den 1950er Jahren wurden 56 Neusiedlerstellen geschaffen, von 1952 bis 1990 war Zernikow LPG-Standort.
Ab 1992 wurde der Gutshof verpachtet, und ein landwirtschaftlicher Betrieb nahm seine Arbeit auf. Der alte Gutshof und der Kornspeicher stehen unter Denkmalschutz. Seit dem 1. November 2001 gehört Zernikow zur Gemeinde Nordwestuckermark. In den 1990er und 2000er Jahren wurde ein in der Nähe von Zernikow gelegenes Waldgebiet als Hakenkreuzwald bekannt.

Galerie
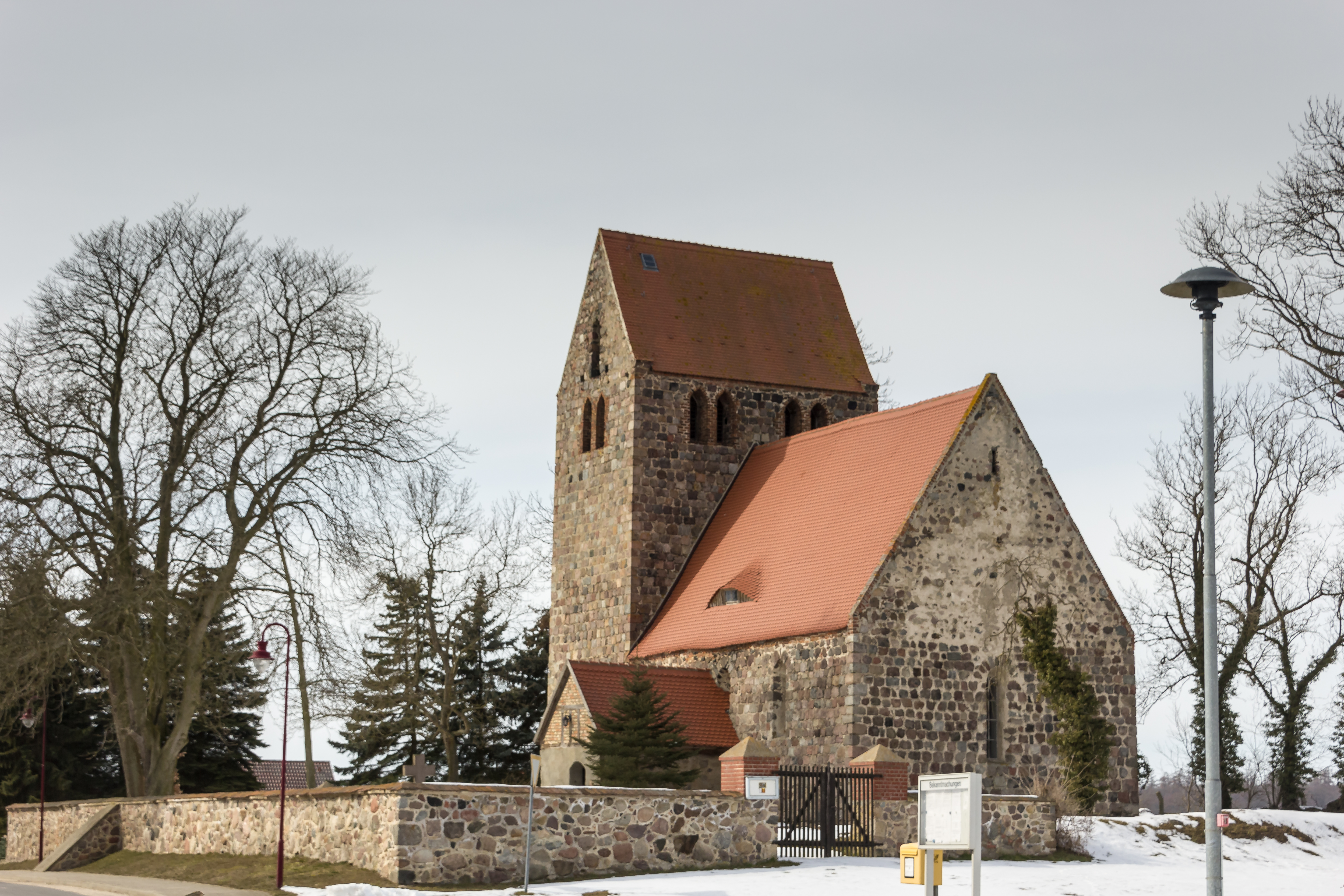
Dorfkirche Zernikow
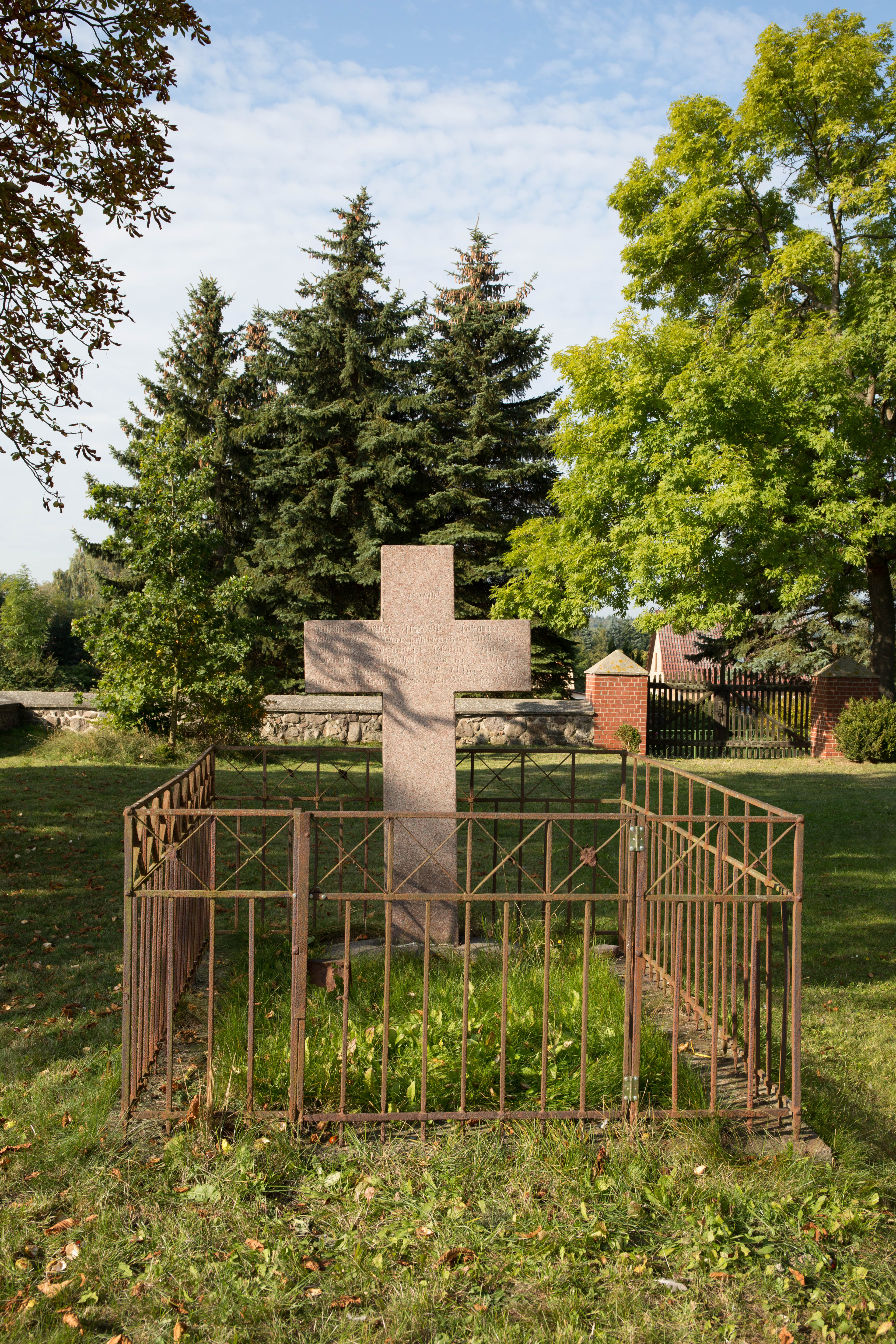
Alte Grabstelle auf dem Kirchhof
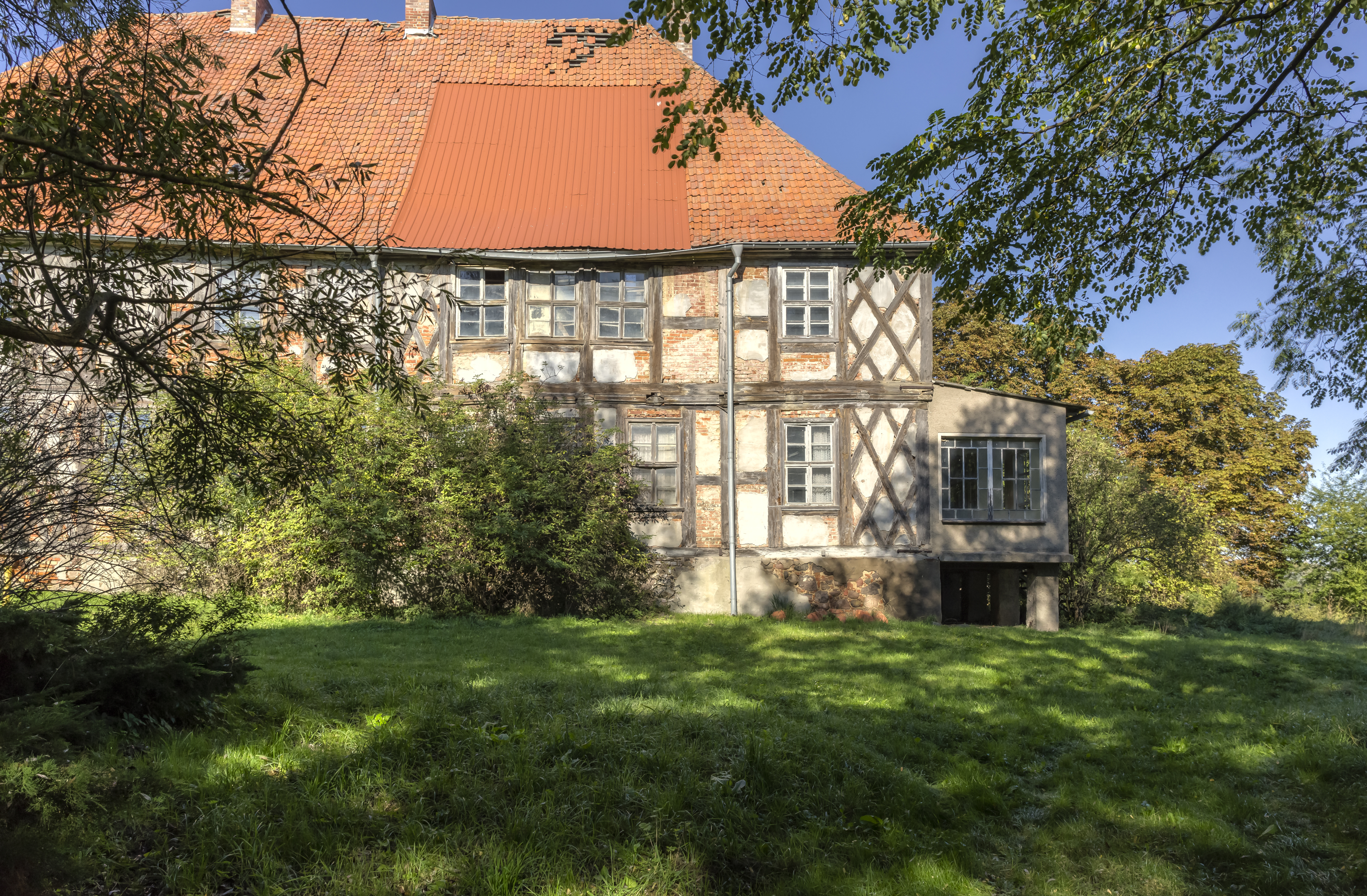
Gutshaus Zernikow
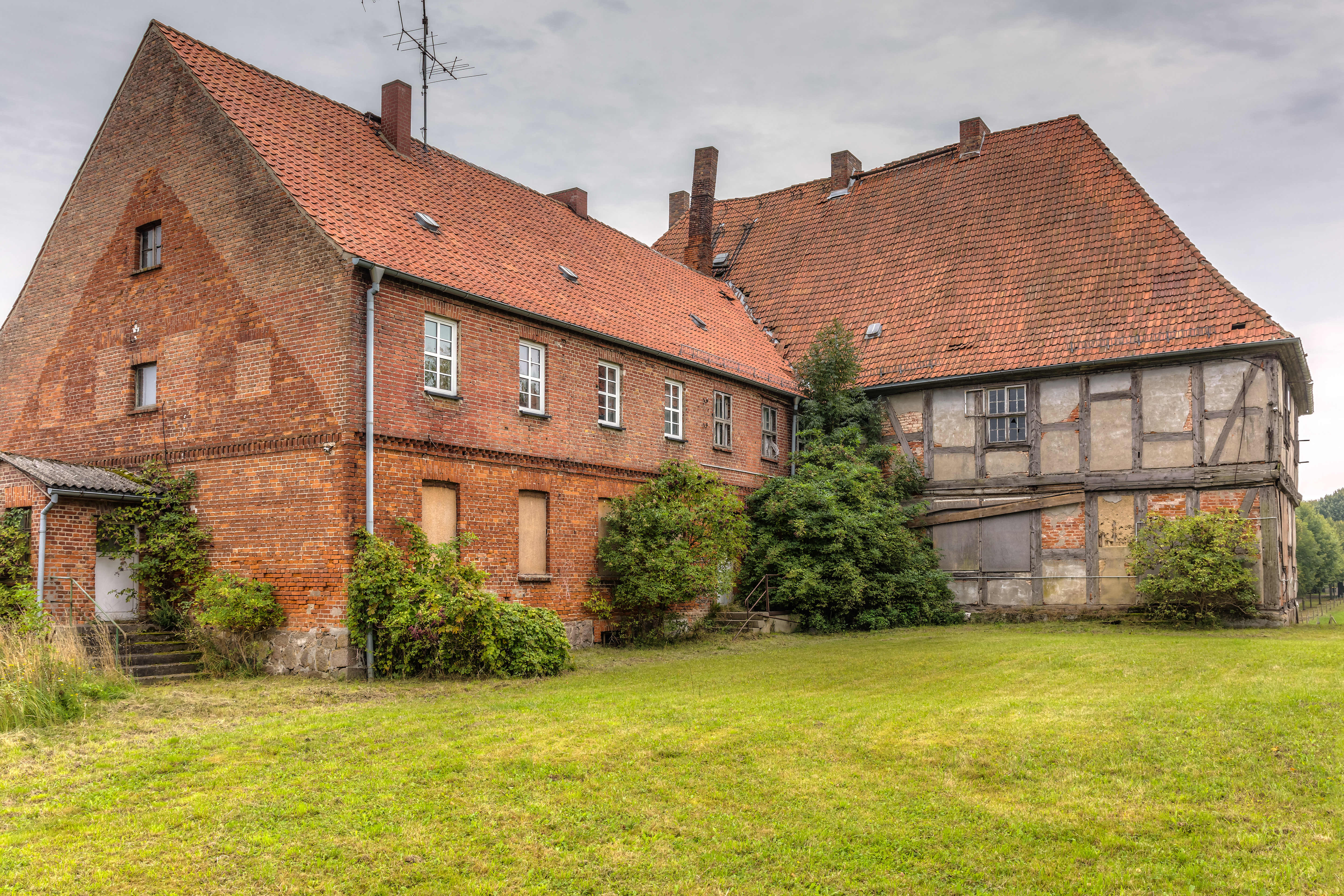
Gutshaus mit Anbau
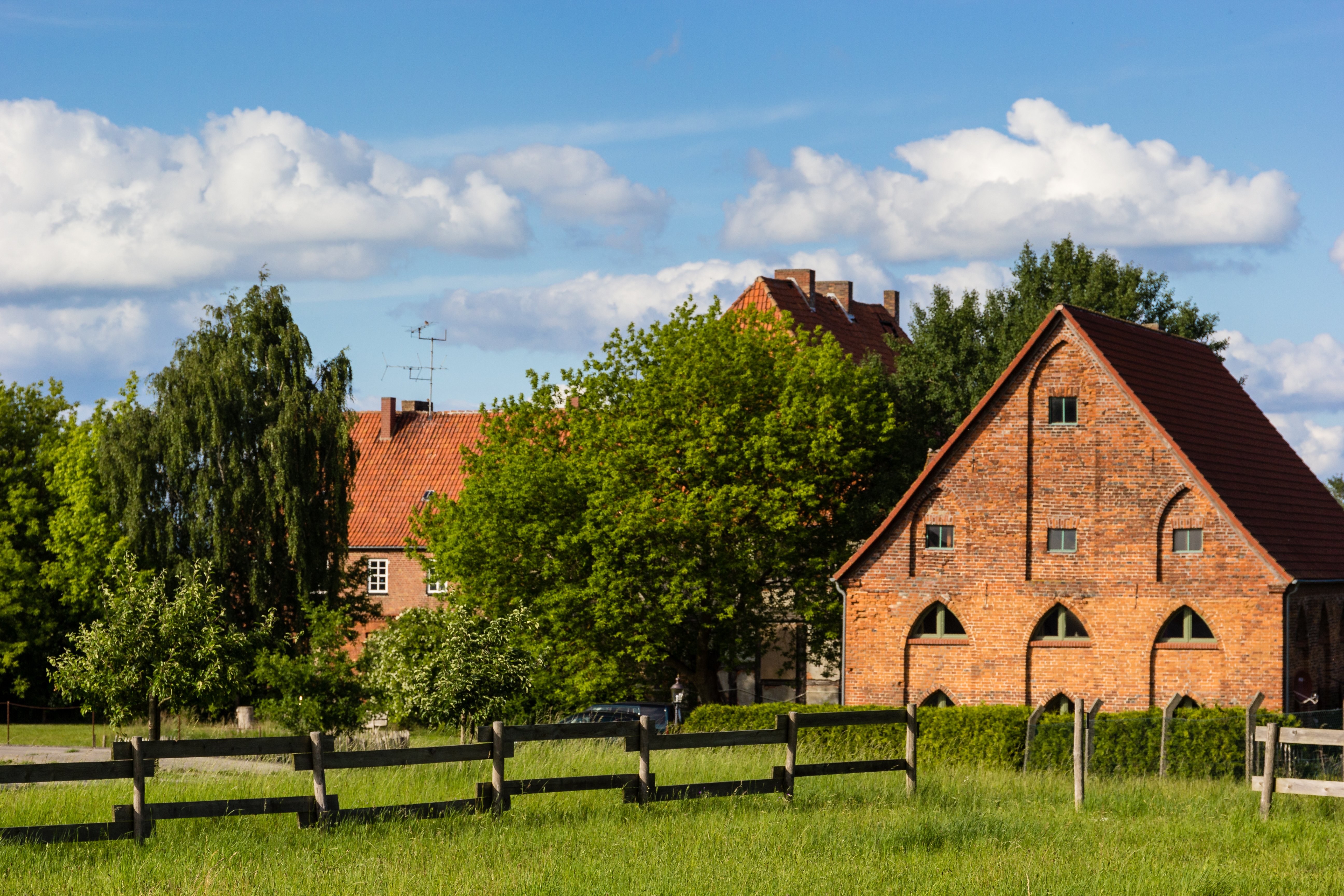
Speicher der Gutsanlage